# ヤコブ・ギンペル
ヤコブ・ギンペル（ポーランド語: Jakob Gimpel, 1906年4月16日 レンベルク - 1989年3月12日 ロサンゼルス）は、後半生にアメリカ合衆国で活躍したポーランド人のピアニスト・音楽教師。

## 略歴

### 生い立ちからデビューまで
父アドルフからピアノの手解きを受けた後、コルネリア・タルノフスカとエドゥアルト・シュトイアーマンにピアノを、音楽理論をアルバン・ベルクに師事、1923年にウィーンにおいて、ピエール・モントゥーの指揮するコンセルトヘボウ管弦楽団との共演により、ラフマニノフの《ピアノ協奏曲 第2番》を演奏してデビューを果たした。
室内楽奏者としては、ブロニスワフ・フーベルマンやエリカ・モリーニ、ナタン・ミルシテインや弟ブロニスワフと演奏旅行を行なった。1937年にフーベルマンがパレスチナ交響楽団（イスラエル・フィルハーモニー管弦楽団の前身）を設立できるように支援した。

### 映画界入り
1938年に渡米してニューヨーク入りし、後にロサンジェルスに移った。『ガス燈』や『失われた心』、『忘れじの面影』といった往年の洋画のほか、『ラビット狂騒曲』や、『トムとジェリー』の「ワルツの王様」といった古典的なアニメーションでピアノの吹き替え演奏を担当している。

### 終戦と晩年
第二次世界大戦後に、アメリカに亡命したヨーロッパ出身の芸術家の中で、最初にヨーロッパに戻った芸術家の一人である。1954年に西ドイツで盛大に演奏会を行なった。1971年から1986年まで、カリフォルニア州立大学ノースリッジ校の教授を務めた。
1979年5月9日に、弟ブロニスワフとロサンジェルスで共同リサイタルを行なう予定であったが、演奏会の数日前にブロニスワフが急死したため、ギンペルは弟を偲んで追悼演奏会を行なった。
西ドイツ政府とイスラエル政府から受勲した。

## 家族・親族
兄カロルは指揮者・ピアニストで、弟ブロニスワフは著名なヴァイオリニスト。

## 参考資料
1. ↑  Slonimsky, Nicolas; Baker, Theodore (1992). Baker's Biographical Dictionary of Musicians, Eighth Edition. New York, New York: Schirmer Books
2. ↑  Gimpel, Peter (2004年). “Jakob Gimpel: A Biographical Essay”. Jakob & Bronislaw Gimpel Archives
3. ↑  Gimpel, Peter (2004年). “Jakob Gimpel: A Biographical Essay”. Jakob & Bronislaw Gimpel Archives
4. ↑  Gimpel, Peter (2004年). “Jakob Gimpel: A Biographical Essay”. Jakob & Bronislaw Gimpel Archives
5. ↑  Gimpel, Peter (2004年). “Jakob Gimpel: A Biographical Essay”. Jakob & Bronislaw Gimpel Archives
6. ↑  Slonimsky, Nicolas; Baker, Theodore (1984年). “Baker's Biographical Dictionary of Musicians”. Schirmer Books
7. ↑  “Jakob Gimpel, a Concert Pianist, Dies at 82”. The New York Times
8. ↑  “Jakob Gimpel, a Concert Pianist, Dies at 82”. The New York Times
9. ↑  Gimpel, Peter (2004年). “Jakob Gimpel: A Biographical Essay”. Jakob & Bronislaw Gimpel Archives